# Kakazu Yumi
Kakazu Yumi (嘉数 由美 Kakazu Yumi, Gia Số Do Mĩ), sinh ngày 18 tháng 6 năm 1973, là một nữ seiyū từ Kamifukuoka, Saitama (bây giờ là Fujimino). Hiện nay, cô là hội viên của Dự án Genki. Cô có nhóm máu O, say mê địa lý, là một fan hâm mộ của The Checkers và Saitama Seibu Lions, đặc biệt hâm mộ Kiyohara Kazuhiro, Akiyama Koji, và Ishige Hiromichi.
Cô xuất hiện trong nhiều tập phim hoạt hình cùng với Yoshino Hiroyuki, là một người thân của ca sĩ Misato Aki và Satō Hiromi. Cô trở thành diễn viên lồng tiếng chính thức trong vai Minamoto Shizuka trong phim Doraemon vào tháng 4 năm 2005.

## Vai lồng tiếng
Vai chính được in đậm
- After War Gundam X (Sala Tyrell) (vai đầu tiên của Kakazu Yumi)
- Ask Dr. Rin! (Banri Shijō)
- Black Heaven (OL)
- Bleach (Ririn)
- The Candidate for Goddess (Leena Fujimura, Yukine Simmons)
- Ceres, The Celestial Legend (Aya Mikage)
- Cyber Team in Akihabara (Dark Pigeon/Hatoko Daikan'yama)
- Descendants of Darkness (Maki)
- Devil May Cry: The Animated Series (Cindy)
- D.I.C.E. (Marsha Rizarov)
- Divergence Eve (Misaki Kureha)
- Doraemon (Minamoto Shizuka)
- Flint the Time Detective (Princess Kaguya, Yunīta)
- Fullmetal Alchemist (Lyra/Dante)
- Gantz (Suzumura Sadayo)
- Geneshaft (Lieutenant Mir Lotus)
- Genesis of Aquarion (Silvia de Alisia)
- Ghost in the Shell: Stand Alone Complex (Tokura Eka)
- Godannar (Fujimura Shizuru)
- Hikaru no Go (Fujisaki Akari)
- Hoshin Engi (Daji)
- Hungry Heart: Wild Striker (Rie Koboku)
- Initial D (Sayuki)
- InuYasha (Ayame)
- The King of Braves GaoGaiGar Final -Grand Glorious Gathering- (Renais Cardiff Shishio)
- Kochira Katsushika-ku Kameari Kōen-mae Hashutsujo (Ibu Honda (vai thứ hai))
- Kyo Kara Maoh! (Miko Shibuya)
- Loveless (Yamato Nakano)
- Lovely Idol (Reiko Nakazawa)
- Machine Robo Rescue (Nina)
- Medabots (Kokuryū, Momoko)
- MegaMan NT Warrior Stream (Medi)
- Meine Liebe (Robertine)
- Mon Colle Knights (Songstress of the Flower Garden)
- Onegai My Melody (Johnny)
- Onmyō Taisenki (Misasa)
- Pokémon (Kei, Mikan (Jasmine))
- Pokémon: Advanced Generation (Annu)
- RahXephon (Asahina Hiroko)
- Saikano (Satomi)
- Saint Beast (Yuria)
- Samurai Deeper Kyo (Okuni, Jijin)
- Sister Princess (Haruka)
- Skull Man (Sayoko Karasuma)
- Someday's Dreamers (Takako Kawara)
- Soreike! Anpanman (Isoben)
- Steam Detectives (Misa Anan, newspaper reporter (Lily Edogawa))
- Stratos 4 (Mikaze Honjō)
- Superior Defender Gundam Force (Alicia)
- Tokyo Mew Mew (Aizawa Mint)
- Tsukihime, Lunar Legend (Hisui)
- Tsukuyomi -Moon Phase- (Elfriede)
- Uta Kata (Maki)
- Vampiyan Kids (Princess Castanet)
- Vandread (Dita Liebely)
- Yu-Gi-Oh! (first series anime) (Mazaki Anzu)

### OVA
- Final Fantasy VII Advent Children (Yuffie Kisaragi)
- Genesis of Aquarion (Silvia de Alisia)
- The King of Braves GaoGaiGar Final (Renais Cardiff Shishio)
- Legend of the Galactic Heroes: Spiral Labyrinth (Mirriam Roses)
- Super Robot Wars Original Generation: The Animation (Seolla Schweizer)
- Tenbatsu! Angel Rabbie (Fia Note)
- True Love Story Summer Days, and yet... (Akimi Arimori)

### Phim hoạt hình tại rạp
- Doraemon: Chú khủng long của Nobita 2006 (Shizuka Minamoto)
- Doraemon: Tân Nobita và chuyến phiêu lưu vào xứ quỷ – 7 nhà phép thuật (Phim 2007) (Shizuka Minamoto)
- Doraemon: Nobita và người khổng lồ xanh (Phim 2008) (Shizuka Minamoto)
- Doraemon: Tân Nobita và lịch sử khai phá vũ trụ (Phim 2009) (Shizuka Minamoto)
- Doraemon: Nobita và cuộc đại thủy chiến ở xứ sở người cá (Phim 2010) (Shizuka Minamoto)
- Doraemon: Tân Nobita và binh đoàn người sắt - Đôi cánh Thiên thần (Phim 2011) (Shizuka Minamoto)
- Doraemon: Nobita và hòn đảo diệu kì - Hành trình muông thú (Phim 2012) (Shizuka Minamoto)
- Doraemon: Nobita và viện bảo tàng bảo bối (Phim 2013) (Shizuka Minamoto)
- Doraemon: Tân Nobita thám hiểm vùng đất mới - Peko và 5 nhà thám hiểm (Phim 2014) (Shizuka Minamoto)
- Doraemon: Nobita và những hiệp sĩ không gian (Phim 2015) (Shizuka Minamoto)
- Doraemon: Tân Nobita và nước Nhật thời nguyên thủy (Phim 2016) (Shizuka Minamoto)
- Doraemon: Nobita và chuyến thám hiểm Nam Cực Kachi Kochi (Phim 2017) (Shizuka Minamoto)
- Doraemon: Nobita và đảo giấu vàng (Phim 2018) (Shizuka Minamoto)
- Doraemon: Nobita và Mặt Trăng phiêu lưu ký (Phim 2019) (Shizuka Minamoto)
- Doraemon: Nobita và những bạn khủng long mới (Phim 2020) (Shizuka Minamoto)
- Doraemon: Nobita và cuộc chiến vũ trụ tí hon 2021 (Phim 2022) (Shizuka Minamoto)
- Stand by Me Doraemon (Phim 2014) (Shizuka Minamoto)
- Stand by Me Doraemon 2 (Phim 2020) (Shizuka Minamoto)
- Fullmetal Alchemist the Movie: Conqueror of Shamballa (Actress)

### Trò chơi điện tử
- 2nd Super Robot Wars Alpha (Seolla Schweizer)
- Another Century's Episode 3 (Sala Tyrell)
- Castlevania: Portrait of Ruin (Charlotte Aulin)
- Dirge of Cerberus: Final Fantasy VII (Yuffie Kisaragi)
- Ehrgeiz (Yuffie Kisaragi)
- Kingdom Hearts (Yuffie Kisaragi)
- Kingdom Hearts II (Yuffie Kisaragi)
- The King of Fighters series (Kula Diamond, Lilly Kane)
- Samurai Shodown: Warriors Rage (Mikoto)
- Super Robot Wars Alpha 3 (Seolla Schweizer, Renais Cardiff Shishio)
- Super Robot Wars Alpha Gaiden (Sala Tyrell)
- Super Robot Wars GC (Fairy Firefly)
- Super Robot Wars Original Generations (Seolla Schweizer)
- Super Robot Wars Z (Silvia de Alisia, Sala Tyrell)

### Drama CD
- Ludwig Kakumei (Dorothea)
- Nagasarete Airantō Volume 1 (Sakuya)
- Special A (Sakura Ushikubo)
- Wild Arms (Cecilia Raynne Adelheid)

### Web Drama
- Gallery Fake (Sayoko Mitamura)

### Vai khác
- Sanrio nhân vật ("Cinnamoroll") (Mocha)